# Sâbrine
Le prénom Sabrine est une abréviation du prenom Sabrina.
Sabrina est la déesse de la rivière Severn au Royaume Uni. La statue de la déesse Sabrina se trouve dans le Shrewsbury au Royaume Uni.
Sabrina est une des déesse de la religion paganisme.
La sainte Sabrina se fête tous les 29 août.
Aş-Şābirīne mentionné dans le coran sourate Al- Baqara verset 153: يَا أَيُّهَا الَّذِينَ آمَنُواْ اسْتَعِينُواْ بِال صَّبْرِ وَالصَّلاَةِ إِنَّ اللّهَ مَعَ الصَّابِرِينَ 
Aş-Şābirīne provient du verbe arabe "Sabar" qui signifie patienter. Aş-Şābirīne signifie en Arabe: Ceux qui endurent.
Şābirīne signifie en Arabe: Endurent.
Les prénoms Sabira, Saboura, Sabira, Sabria/ Sabrya, Sabra signifient en Arabe: Une personne qui est patiente.

## Personnalités portant le prénom
- Pour l'ensemble des articles sur les personnes portant ce prénom, consulter :
  - la liste des articles dont le titre commence par ce prénom
  - les listes produites par Wikidata : Liste des personnes de prénom « Sâbrine » — même liste en incluant les éventuels prénoms composés qui contiennent « Sâbrine ».